# القوة تي
|  | هذه المقالة مكتوبة بلغة ركيكة جدًا، ولذا فهي تحتاج إلى تدقيق لغوي أو نحوي، حيث يظهر أنها تُرجمت آلياً ودون مراجعة لغوية. فضلًا ساهم في تحسينها من خلال الصيانة اللغوية والنحوية المناسبة. |

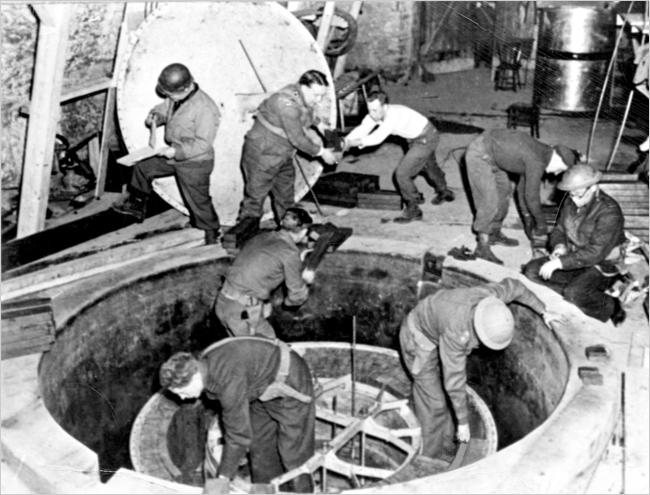

القوة تي (بالإنجليزية: T-Force) هي ذراع العمليات للمهام التي اشترك فيها الجيش الأمريكي والجيش البريطاني نهاية الحرب العالمية الثانية، لتأمين أهداف علمية، وتقنية صناعية ألمانية قبل أن تدمرها القوات الألمانية المنسحبة أو أن يدمرها اللصوص، وقد نُفِّذت هذه المهام في المراحل الأخيرة من الحرب العالمية الثانية وتَبِعاتها المباشرة. كان من أهدافها أيضًا الاستيلاء على الموظفين المهمين (وهم العلماء والخبراء والمتخصصين) أو حتى خطفهم، وكذلك التعامل مع الأهداف المتاحة إن وُجدت. يمكن وصف هذا الجهد بأنه جهد تجاري وتقني موازٍ لسعي «رجال الآثار» وراء الكنوز الفنية والثمينة.
أُنشئ هذا البرنامج لغرض سلْب ما تمتلكه ألمانيا المهزومة من رأس مال علمي ومعرفي (ملكية فكرية intellectual assets) لإعاقة قدرتها على المنافسة بعد الحرب في المجالين السياسي والاقتصادي، وتعزيز الدول التي صارت تلك الأصول الفكرية تحت إدارتها. لم يكن معلومًا حينئذ أن من أهداف قوة تي أيضًا منع وقوع التقنيات النازية المتقدمة في يد الاتحاد السوفييتي، بتدمير كل ما يتعذر نقله قبل وصول القوات السوفييتية (طالع أيضًا عملية أسواكيم). وعلى هذا يمكن اعتبار أنشطة قوة تي بداية للحرب الباردة. وغالبًا ما اكتنف عمليات القوة تي في ألمانيا البطش والبغي، إذ بلغت أحيانًا حد الاختطاف، وما زالت المعلومات المتاحة للعامة عن نشاطات هذه الوحدة قليلةً جدًّا.
تألفت قوة تي من 3,000 «محقِّق»، إلى جانب آلاف من كتائب المشاة والمهندسين القتاليين. كانت نشاطاتها من أكبر «العمليات الاستغلالية» التي أجراها الحلفاء. كان من مهماتها أيضًا الحيلولة دون تدمير البنية التحتية، مثل الاتصالات الهاتفية المفيدة لقوات الاحتلال ولإعادة بناء ألمانيا.

## تأسيسها
كان تأسيس قوة تي متصلًا بغزو الحلفاء لأوروبا في «عملية أوفرلورد». 
«أثناء تخطيط الغزو، أَسست القيادة العليا لقوات حملة الحلفاء ‹فرقة تي الفرعية› -و(تي) هنا رمز لكلمة (هدف) بالإنجليزية- بقسم ‹جي 2› الاستخباراتي، لتخطيط استغلالٍ استخباراتي للأهداف العلمية والصناعية. تألفت في الأول من 5 ضباط أمريكيين و3 بريطانيين و13 من المجندين والمجندات. في عشية اختراق ألمانيا في فبراير 1945، أَسست القيادة العليا ‹فرقةَ الأقسام الخاصة الفرعيةَ› لتنسيق عمليات ‹فرقة تي الفرعية› وما اتصل بها من فرق فرعية أخرى وأقسام تابعة لِجِي 2. حينئذ زُوّدت فرقة تي الفرعية بعنصر ميداني هو ‹قوة تي 6800› التي بلغت عدّتُها في إبريل 1,700 رجل، أضيف إليهم لاحقًا أفراد من ‹مركز السيطرة الوزارية› المعنيّ بعملية ‹جولدكاب›، لتبلغ القوة أكثر من 2,000 رجل. في مايو ويونيو ضمت القوة 1,000 محقق آخر.»
أُمر أفراد قوة تي «بتحديد المعلومات القيّمة وتأمينها واستغلالها، سواء كانت في صورة وثائق أو أشخاص أو معدات قيّمة لجيوش الحلفاء». كانت وحدات قوة تي متصلة بالمجموعات الحربية الثلاث الموجودة في الجبهة الغربية: المجموعة الحربية الأمريكية السادسة، والمجموعة الحربية الحادية والعشرين، والمجموعة الحربية الأمريكية الثانية عشرة. كان يَختار أهدافَ قوة تي ويرشحها «اللجنة الفرعية المشتركة للأهداف الاستخباراتية». كانت وحدات القوة حرة الحركة خفيفة التسلُّح. كان في قواتها البريطانية سريّتان من كتيبة باكينجهامشير، إلى جانب كتيبة فوج الملك الخامسة (ليفربول). وكان في قواتها الأمريكية مشاة ومهندسون قتاليون، منهم كتيبة المهندسين القتاليين 1269.

## الحرب العالمية الثانية
كانت وحدات قوة تي ترافق الوحدات القتالية عند استيلائها على المنشآت الصناعية، أو كانت تأتي بُعَيْدها للسيطرة. كانت مكلفة بحماية المنشآت من النهب أو التخريب، والحيلولة دون إزالة الوثائق أو هرب الموظفين المهمين. كانت إذا سيطرت على منشأة، أعلمت اللجنة الفرعية المشتركة للأهداف الاستخباراتية، فترسل اللجنة من فورها محققين. غلب على أساليبهم البطش والبغي:  «كانت أساليبهم كأساليب الجيستابو: مسؤولون يخطفون أهدافًا بالليل على حين غرة، من دون تقديم أي إثباتات شخصية». ما تعذر حمله، دُمر وفُرِّق شمله. في الأسابيع الأخيرة من الحرب خُطف من الضحايا عدد لا تعيين له، وبعد الحرب خُطف في بريطانيا وحدها ما بين 500 و1,500 إنسان.
من النشاطات الرئيسة لوحدات قوة تي: مهمة ألسوس التي كانت في المراحل الأخيرة من الحرب العالمية الثانية للاستيلاء على عناصر حيوية من مشروع الطاقة النووية بجنوب غرب ألمانيا. فاستولت على: مفاعل نووي تجريبي شغّال، وسبائك يورانيوم، وماء ثقيل، وعشرات من علماء الذرة البارزين وموظَّفيهم، منهم فيرنر هايزنبيرج.
في 5 مايو 1945 أُريد حرمان الاتحاد السوڤييتي من ميناء دافئ المياه، فاقتحمت إحدى وحدات قوة تي أراضي عُينت ليغزوها الجيش الأحمر، واستولت على مدينة كيل. في ذلك الوقت كان قد اتُّفق على شروط استسلام القوات الألمانية في هيث لونيبورج، وبموجبها أُمرت قوات الحلفاء بعدم تجاوز باد زجبرج شمالًا، وعلى رغم هذا أُذِن لمجموعة قوة تي التي كان يقودها الرائد توني هيبرت بالتقدم إلى كيل والسيطرة على ما فيها من أهداف. لم تكن قوة تي عالمة أن ذلك الإذن صدر خطأ، فدخلت المدينة دون مواجهة معارضة، وسيطرت على الأهداف المحددة. كان في المدينة قوة ألمانية متينة طلبت منها قوة تي الاستسلام، لكنها كانت آبِيَة له، حتى أمرهم به اللواء كارل دونِتس.
أمثال هذه الأعمال العدوانية -كتصرف هيبرت وقوة تي، والقصف الاستباقي لشركة أُوِرْجِزيلشافت المعالِجة للمواد الذرية في أورانينبورج- مُمْكن حسبانها بداية الحرب الباردة، وهي -إلى جانب نطاق العمليات وطبيعتها- من أسباب قلة المعلومات المتاحة للعامة عنها وعن دورها حتى الآن.

## بعد الحرب
في ألمانيا بعد الحرب كُلفت قوة تي بخطف علماء ورجال أعمال ألمانيين، ويُزعم أن برنامجًا آخر شبيهًا اضطَر رجال أعمال ألمانيين إلى السفر إلى بريطانيا ليستجوبهم خصومهم التجاريون، ولاحتجازهم إذا امتنعوا عن كشف الأسرار التجارية. لم تعطِّل هذه الاختطافات التعافي الألماني حسب، وإنما أيضًا مكنت البريطانيين من استغلال العلوم التقنية الألمانية في بناء اقتصادهم بعد الحرب، وحرمت السوڤييتيين منها.
على سبيل المثال: حصل مصنع كورتولدز على أحدث معلومات الألياف الصناعية، واستغل مصنع دورمان لونج معلومات ومعدات من شركات «هيرمان جورينج للأشغال الحديدية»، وحتى شركات الفحم البريطانية حصلت على دعائم لأسقف المناجم من جبال هارز. وأما من الناحية العسكرية، فقد جُمعت معلومات كثيرة كانت لتكون خطيرة حاسمة لو لم تنته حرب الشرق الأقصى سريعًا.
وبعيدًا عن هذا، حصلت تداعيات سياسية واقتصادية أكبر، منها التحرير المبكر الهامّ لمدينة كيل، الذي منع الروسيين من ضم ولاية شليسفيش هولشتاين وشبه جزيرة يوتلاند إلى منطقة نفوذهم، كما فعلوا -مؤقتا- بجزيرة بورنهولم الدنماركية. ظل دور القوة سرًا حتى وقت قريب جدًّا، فلم يطْلع خبرها إلا بعد نشر كتاب شون لونجدين «قوة تي: السباق إلى أسرار الحرب النازية، 1945» في سبتمبر 2010.